# Hormona alliberadora de tirotropina

Estructura

L'Hormona alliberadora de tirotropina, en anglès: Thyrotropin-releasing hormone (TRH), o també thyrotropin-releasing factor (TRF), thyroliberin o protirelin, és una neurohormona tròpica, tripeptídica que estimula l'alliberament de l'hormona TSH (thyroid-stimulating hormone) i prolactina de la pituitària anterior. El TRH s'ha usat clínicament per al tractament de la degeneració espinocerebral en humans.

## Síntesi

El sistema de les hormones tiroides, T3, i tiroxina, T4

La TRH es produeix en neurones de l'hipotàlem. Al principi es sintetitza com el precursor aminoàcid 242.

## Història
La seqüència de TRH va ser determinada primer i sintetitzada per Roger Guillemin i Andrew V. Schally el 1969.